# چک کانکت ایرلاینز
چک کانکت ایرلاینز (انگلیسی: Czech Connect Airlines) شرکت هواپیمایی در جمهوری چک است، که در سال ۲۰۱۲ تأسیس شد.